# Carl von Ewald

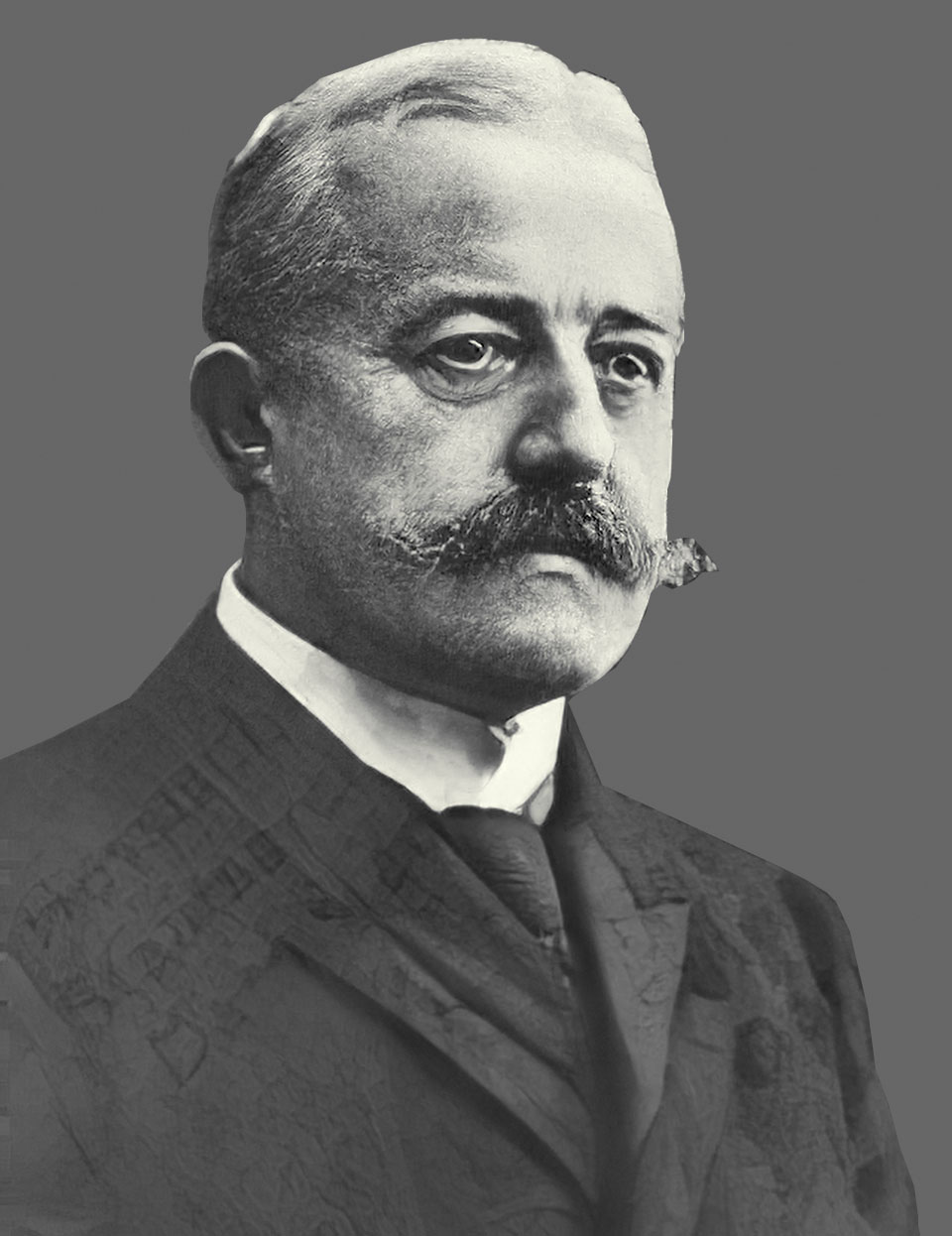
Carl von Ewald

Christian Wilhelm Karl Ewald, seit 1912 von Ewald, (* 18. Juni 1852 in Rehbach; † 2. September 1932 in Darmstadt) war Staatsminister des Großherzogtums Hessen und Richter am Reichsgericht.

## Familie
Der Vater von Christian Wilhelm Karl Ewald, Ökonomierat Karl Ewald (1818–1896), war Großkaufmann und Weinhändler in Offenbach am Main, nach anderen Angaben Domänenpächter, die Mutter, Karoline, geborene Zentgraf (1822–1905), war Tochter des gräflich erbachischen Kammerdirektors Johann Christian Zentgraf in Michelstadt.
Christian Wilhelm Karl Ewald heiratete 1886 Maria Susanna Anna Martha Valckenberg (1863–1945), Tochter von Friedrich Wilhelm Valckenberg (1825–1887), Inhaber der Weinhandlung P. J. Valckenberg in Worms. Aus dieser Ehe gingen hervor:
- Fritz (1887–1914, gefallen)
- Elisabeth (1891–1961), verheiratet mit Gerhard von Gustedt (1890–1952), geschäftsführender Mitinhaber der Weinhandelsfirma P. J. Valckenberg[2]

Der Urgroßvater von Christian Wilhelm Karl von Ewald, Johann Ludwig Ewald (1747–1822), war reformierter Theologe und Jugendfreund Goethes.

## Karriere
Nach dem Besuch des Gymnasiums in Weimar studierte er Rechts- und Kameralwissenschaften in Leipzig, Göttingen und Gießen. Dort wurde er Mitglied des Wingolf. 1874 legte er das erste und 1877 das zweite Staatsexamen ab.
Der Berufseinstieg erfolgte als Gerichtsakzessist in Mainz. 1879 wurde er dort Amtsanwalt. 1882 erfolgte die Ernennung zum Amtsrichter in Worms. 1884 wurde er Staatsanwalt in Darmstadt und 1885 in Mainz, wo er 1893 zum ersten Staatsanwalt befördert wurde. 1896 wechselte er als Richter an das Reichsgericht und war im I. Strafsenat tätig.
1905 trat er aus dem Reichsgericht aus und wurde Justizminister des Großherzogtums Hessen, ab 1906 zugleich auch Staatsminister (Ministerpräsident). In dieser Funktion blieb er bis zum Ende der Monarchie 1918 und war damit der letzte Regierungschef des Großherzogtums Hessen.
Auf ihn ging der Vorschlag Hessens im Bundesrat zurück, dass in der Arbeitskammer nur die Arbeiterschaft vertreten sein sollte. Weiterhin wurden unter seiner Regierung mehrere grundlegende Gesetze geschaffen, wie die Städte- und Landgemeindeordnung und das Gesetz über die Gemeindeumlagen. Ewalds Regierung war andererseits gekennzeichnet von der verschleppten Reform des veralteten hessischen Wahlrechts zu den Landständen. Auch die Wahlrechtsänderung von 1911 hinkte noch erheblich hinter modernerem Wahlrecht her, wie es etwa für die Wahlen zum Reichstag galt. Die Zweite Kammer wurde nun ohne das bis dahin geltende Zensuswahlrecht gewählt, allerdings hatten Wähler, die älter als 50 Jahre waren, zwei Stimmen. Aber immer noch waren nur etwa 20 % der Einwohner wahlberechtigt. Weitergehende Reformen wurden diskutiert, deren Umsetzung kam aber nicht voran. Die Bestrebungen wurden von der Novemberrevolution 1918 überholt, die mit dem Volksstaat Hessen eine völlig andere Verfassungsgrundlage schuf und auch Karl von Ewald seinen Posten als Regierungschef kostete.

## Ehrungen
- 1898 Preußischer Roter Adlerorden IV. Klasse[1]
- 1902 Ritterkreuz I. Klasse des Verdienstordens Philipps des Großmütigen[1]
- 1903 Preußischer Roter Adlerorden III. Klasse mit der Schleife[1]
- 1906 Großkreuz des Verdienstordens Philipps des Großmüthigen[1]
- 1907 wurde ihm der Ehrendoktor der Universität Gießen verliehen.[2]
- 1909 Preußischer Kronenorden I.Klasse[1]
- 1909 Großkreuz des badischen Ordens vom Zähringer Löwen[1]
- 1910 Großkreuzes des spanischen Ordens Isabellas der Katholischen[1]
- 1910 Russischer Kaiserlich-Königlicher Orden vom Weißen Adler[1]
- 1910 Braunschweigischer Orden Heinrichs des Löwen I.Klasse[1]
- 1912 wurde er in den erblichen hessischen Adelsstand erhoben.[1][2]
- 1912 Preußischer Roter Adlerorden I.Klasse[1]
- 1913 Großkreuz des bayerischen Verdienstordens vom heiligen Michael[1]
- 1915 Großkreuz des Ludewigsordens[1]